# Zabiele (Wielbark)
Zabiele (deutsch Sabiellen, 1938 bis 1945 Hellengrund) ist ein Dorf in der polnischen Woiwodschaft Ermland-Masuren. Es gehört zur Gmina Wielbark (Stadt- und Landgemeinde Willenberg) im Powiat Szczycieński (Kreis Ortelsburg).

## Geographische Lage
Zabiele liegt westlich des Waldpuschflusses (polnisch Wałpusza) in der südlichen Mitte der Woiwodschaft Ermland-Masuren, zwölf Kilometer südlich der Kreisstadt Szczytno(deutsch Ortelsburg).

## Geschichte
Die Gründung des Schatulldorfes Sabiellen erfolgte im Jahre 1787. Die Handfeste vom 31. Dezember jenes Jahres verschrieb die Schatullrechte an acht Eigenkätner, die hier bereits auf ihren Scheffelplätzen saßen. Im Jahre 1841 gab es in Sabiellen bereits 122 Einwohner. Für wirtschaftliche Schwierigkeiten sorgten die fast jährlich eintretenden Überschwemmungen des Waldpuschflusses. Abhilfe brachten die erst 1927/28 erfolgten Meliorationsmaßnahmen.
Zwischen 1874 und 1945 war Sabiellen in den Amtsbezirk Groß Lattana (polnisch Łatana Wielka) eingegliedert, der – 1938 in „Amtsbezirk Großheidenau“ umbenannt – zum ostpreußischen Kreis Ortelsburg gehörte.
Am 1. Dezember 1910 waren in Sabiellen 207 Einwohner gemeldet. Ihre Zahl belief sich im Jahre 1933 auf 198.
Aufgrund der Bestimmungen des Versailler Vertrags stimmte die Bevölkerung in den Volksabstimmungen in Ost- und Westpreussen am 11. Juli 1920 über die weitere staatliche Zugehörigkeit zu Ostpreußen (und damit zu Deutschland) oder den Anschluss an Polen ab. In Sabiellen stimmten 176 Einwohner für den Verbleib bei Ostpreußen, auf Polen entfielen keine Stimmen.
Am 3. Juni – amtlich bestätigt am 16. Juli – 1938 wurde Sabiellen aus politisch-ideologischen Gründen der Abwehr fremdländisch klingender Ortsnamen in „Hellengrund“ umbenannt. Die Einwohnerzahl im Jahre 1939 betrug 199.
Als 1945 in Kriegsfolge das gesamte südliche Ostpreußen an Polen überstellt wurde, war auch Hellengrund davon betroffen. Das Dorf erhielt die polnische Namensform „Zabiele“ und ist heute mit dem Sitz eines Schulzenamtes (polnisch Sołectwo) eine Ortschaft im Verbund der Stadt- und Landgemeinde Wielbark (Willenberg) im Powiat Szczycieński (Kreis Ortelsburg), bis 1998 der Woiwodschaft Olsztyn, seither der Woiwodschaft Ermland-Masuren zugehörig. Im Jahre 2011 zählte Zabiele 176 Einwohner.

## Kirche
Bis 1945 war Sabiellen/Hellengrund kirchlich nach Lipowitz (1933 bis 1945 Lindenort, polnisch Lipowiec) ausgerichtet: zur dortigen evangelischen Kirche in der Kirchenprovinz Ostpreußen der Kirche der Altpreußischen Union sowie zur Lipowitzer römisch-katholischen Kirche, die zum damaligen Bistum Ermland gehörte.
Katholischerseits besteht die Ausrichtung nach Lipowiec noch heute, wobei die Pfarrei jetzt allerdings zum Erzbistum Ermland gehört. Die evangelischen Einwohner orientieren sich zur Kirche in Szczytno (Ortelsburg) in der Diözese Masuren der Evangelisch-Augsburgischen Kirche in  Pollen.

## Schule
In der Dorfschule Sabiellen/Hellengrund wurde in zwei Klassen unterrichtet. Im Durchschnitt waren es 35 Schulkinder. 1875 hatte man ein Schulgebäude mit Lehrerwohnung errichtet. Sie brannte 1945 ab.

## Verkehr
Zabiele liegt an einer Nebenstraße, die die polnische Landesstraße 53 (einstige deutsche Reichsstraße 134) bei Szczytno (Ortelsburg) mit der Landesstraße 57 (Reichsstraße 128) bei Wielbark (Willenberg) verbindet. Von Lejkowo (Röblau) und von Jakubowy Borek (Jakobswalde) führen ebenfalls Straßen nach Zabiele. Eine Anbindung an den Bahnverkehr besteht nicht.